# Міддл-Арм
Міддл-Арм (англ. Middle Arm) — містечко в Канаді, у провінції Ньюфаундленд і Лабрадор.

## Населення
За даними перепису 2016 року, містечко нараховувало 474 особи, показавши скорочення на 0,4%, порівняно з 2011-м роком. Середня густина населення становила 18,8 осіб/км².
З офіційних мов обидвома одночасно володіли 5 жителів, тільки англійською — 470.
Працездатне населення становило 46,8% усього населення, рівень безробіття — 35,1% (45% серед чоловіків та 29,4% серед жінок). 91,9% осіб були найманими працівниками, а 5,4% — самозайнятими.
Середній дохід на особу становив $33 550 (медіана $21 952), при цьому для чоловіків — $45 791, а для жінок $21 301 (медіани — $32 747 та $15 072 відповідно).
20,3% мешканців мали закінчену шкільну освіту, не мали закінченої шкільної освіти — 50,6%, 27,8% мали післяшкільну освіту, з яких 9,1% мали диплом бакалавра, або вищий.
| Статево-вікова структура населення | Статево-вікова структура населення | Статево-вікова структура населення | Статево-вікова структура населення | Статево-вікова структура населення |
| ---------------------------------- | ---------------------------------- | ---------------------------------- | ---------------------------------- | ---------------------------------- |
|                                    |                                    |                                    |                                    |                                    |
| Всього                             | Всього                             | 48,9%51,1%                         |                                    |                                    |
| 0 — 14 років                       | 0 — 14 років                       |                                    | 13,5%                              | 13,5%                              |
| 15 — 64 років                      | 15 — 64 років                      |                                    | 69,8%                              | 69,8%                              |
| 65 і більше                        | 65 і більше                        |                                    | 16,7%                              | 16,7%                              |
| 85 і більше                        | 85 і більше                        |                                    | 1%                                 | 1%                                 |
| Середній вік (років)               | Середній вік (років)               | 44,541,2                           | 42,8                               | 42,8                               |
| Медіана (років)                    | Медіана (років)                    | 48,144,9                           | 46,7                               | 46,7                               |
| — чоловіки — жінки                 |                                    |                                    |                                    |                                    |

| Походження мешканців:     | Походження мешканців:     | Походження мешканців: | Походження мешканців: | Походження мешканців: |
| ------------------------- | ------------------------- | --------------------- | --------------------- | --------------------- |
| Походження                |                           |                       | осіб                  | %                     |
| Корінні американці        | Корінні американці        |                       | 0                     | 0%                    |
| Інше північноамериканське | Інше північноамериканське |                       | 370                   | 80.43%                |
| Європейське               | Європейське               |                       | 145                   | 31.52%                |
| британське                | британське                |                       | 145                   | 31.52%                |

| Зайнятість населення за галузями (за класифікацією NOC): | Зайнятість населення за галузями (за класифікацією NOC): | Зайнятість населення за галузями (за класифікацією NOC): | Зайнятість населення за галузями (за класифікацією NOC): | Зайнятість населення за галузями (за класифікацією NOC): |
| -------------------------------------------------------- | -------------------------------------------------------- | -------------------------------------------------------- | -------------------------------------------------------- | -------------------------------------------------------- |
|                                                          |                                                          |                                                          |                                                          |                                                          |
| Управління                                               | Управління                                               |                                                          | 5,6%                                                     | 5,6%                                                     |
| Бізнес, фінанси та адміністрування                       | Бізнес, фінанси та адміністрування                       |                                                          | 5,6%                                                     | 5,6%                                                     |
| Природничі та прикладні науки                            | Природничі та прикладні науки                            |                                                          | 5,6%                                                     | 5,6%                                                     |
| Освіта, правозахист, муніципальні та урядові служби      | Освіта, правозахист, муніципальні та урядові служби      |                                                          | 13,9%                                                    | 13,9%                                                    |
| Роздрібна торгівля та послуги                            | Роздрібна торгівля та послуги                            |                                                          | 22,2%                                                    | 22,2%                                                    |
| Гуртова торгівля, транспорт та обладнання                | Гуртова торгівля, транспорт та обладнання                |                                                          | 33,3%                                                    | 33,3%                                                    |
| Природні ресурси, сільське господарство                  | Природні ресурси, сільське господарство                  |                                                          | 8,3%                                                     | 8,3%                                                     |

## Клімат
Середня річна температура становить 3,1°C, середня максимальна – 19°C, а середня мінімальна – -14,2°C. Середня річна кількість опадів – 1 149 мм.
| Клімат поселення                              | Клімат поселення | Клімат поселення | Клімат поселення | Клімат поселення | Клімат поселення | Клімат поселення | Клімат поселення | Клімат поселення | Клімат поселення | Клімат поселення | Клімат поселення | Клімат поселення | Клімат поселення |
| Показник                                      | Січ.             | Лют.             | Бер.             | Квіт.            | Трав.            | Черв.            | Лип.             | Серп.            | Вер.             | Жовт.            | Лист.            | Груд.            |                  |
| Середній максимум, °C                         | −3,05            | −3,53            | 0,50             | 5,86             | 10,86            | 16,06            | 19,04            | 18,33            | 13,90            | 8,57             | 3,78             | −1,8             |                  |
| Середня температура, °C                       | −8,4             | −8,89            | −4,87            | 0,49             | 5,51             | 10,70            | 15,78            | 15,08            | 10,67            | 5,32             | 0,54             | −5,04            |                  |
| Середній мінімум, °C                          | −13,75           | −14,23           | −10,2            | −4,87            | 0,15             | 5,37             | 12,51            | 11,83            | 7,41             | 2,08             | −2,71            | −8,3             |                  |
| Норма опадів, мм                              | 89               | 87               | 72               | 74               | 96               | 96               | 95               | 110              | 109              | 115              | 109              | 97               |                  |
| Середньомісячна швидкість вітру, м/с          | 6.62             | 6.25             | 6.16             | 5.63             | 5.08             | 4.80             | 4.50             | 4.61             | 5.20             | 5.60             | 6.17             | 6.57             |                  |
| Середньомісячна сонячна радіація, кДж/м²·день | 3721             | 6705             | 10776            | 14322            | 17284            | 18839            | 18478            | 15501            | 11383            | 6729             | 3788             | 2747             |                  |
| --------------------------------------------- | ---------------- | ---------------- | ---------------- | ---------------- | ---------------- | ---------------- | ---------------- | ---------------- | ---------------- | ---------------- | ---------------- | ---------------- | ---------------- |
| Джерело:                                      |                  |                  |                  |                  |                  |                  |                  |                  |                  |                  |                  |                  |                  |